# Anevrizma trebušne aorte
Anevrizma trebušne aorte ali anevrizma abdominalne aorte (angl. adominal aortic aneurysm, okrajšano AAA) je omejeno izbočenje stene trebušne aorte, pri čemer je njen premer na prizadetem predelu širši od 3 cm oziroma 50 % širši od običajnega premera. Anevrizme trebušne aorte običajno ne povzročajo simptomov, razen če pride do njihovega razpoka (rupture). Lahko pa se pri bolniku pojavijo bolečine v trebuhu, hrbtu ali nogi. Velike anevrizme so lahko tipljive ob pritisku na trebuh. Razpoka anevrizme lahko povzroči bolečino v trebuhu ali hrbtu, znižan krvni tlak ali omedlevico ter pogosto vodi v smrt.
Najpogosteje se pojavlja pri ljudeh, starejših od 50 let; pogostejša je pri moških in posameznikih, ki imajo bolezen v družini. Drugi dejavniki tveganja so še kajenje, visok krvni tlak ter prisotnost drugih srčnožilnih bolezni. Med genetske bolezni, ki povečujejo tveganje, spadata Marfanov in Ehlers-Danlosov sindrom. Anevrizme trebušne aorte so najpogostejša oblika anevrizem aorte. Okoli 85 % primerov se pojavi na višini trebušne aorte pod ledvicami, preostali primeri pa bodisi na višini ledvic ali nad njimi. Priporočeno je presejanje posameznikov z zvečanim tveganjem. V ZDA je presejanje z ultrazvočnim pregledom priporočeno za moške med 65. in 75. letom starosti, ki kadijo ali so kadili, v Veliki Britaniji pa za vse moške nad 65. letom starosti. Po slovenskih priporočilih se presejalni ultrazvočni pregled trebušne aorte svetuje moškim med 60. in 85. letom, ženskam med 60. in 85. letom, ki imajo dodatne dejavnike tveganja za srčnožilne bolezni, ter vsem osebam, starejšim od 50 let, ki imajo pozitivno družinsko anamnezo bolezni.
Najučinkovitejši posamezen preventivni ukrep je nekajenje, drugi ukrepi pa so še zdravljenje zvišanega krvnega tlaka in povišanih vrednosti holesterola ter vzdrževanje zdrave telesne teže. Operativni poseg se priporoča pri lokalni razširitvi trebušne aorte s premerom, večjim od 5,5 cm pri moških in 5,0 cm pri ženskah. Druge indikacije za kirurški poseg sta prisotnost simptomov in naglo povečanje premera (razširitev za več kot 1 cm na leto). Invazivno kirurško zdravljenje se lahko izvede z odprtim kirurškim ali znotrajžilnim posegom. Pri znotrajžilnem posegu je manjše tveganje za kratkoročno smrtnost in omogoča krajšo hospitalizacijo, vendar v vseh primerih ni mogoč. Dolgoročno podatki ne kažejo o razlik v izidih pri obeh metodah invazivnega zdravljenja anevrizme trebušne aorte, je pa pri znotrajžilnem posegu večja verjetnost, da bo potreben ponoven poseg.
Anevrizma trebušne aorte se pojavi pri 4 do 8 % moških, starejših od 60 let, in le pri 1,5 % toliko starih žensk. Pri bolnikih s premerom anevrizme, manjšim od 5,55 cm, je tveganje za razpok anevrizme v enem letu manjše od 1 %. Pri premeru anevrizme med 5,5 in 7 cm, je tveganje 10-odstotno, pri premeru, večjem od 7 cm, pa 33-odstotno. Če pride do razpoke anevrizme, je smrtnost 85- do 90-odstotna. V letu 2013 so anevrizme trebušne aorte v svetovnem merilu zahtevale 152.000 smrti, kar kaže na porast, saj je bilo število smrti leta 1990 100.000. V Združenih državah Amerike so bile anevrizme trebušne aorte vzrok za smrt 10.000 do 18.000 posameznikov v letu 2009.

## Vzroki
Daleč najpogostejši razlog za nastanek anevrizme aorte je ateroskleroza; gre za dolgotrajen degenerativni proces v žilni steni, ki zato sčasoma postane manj odporna na pritiske. Elastičnost žilne stene se zmanjšuje tudi s staranjem in tako se verjetnost za nastanek anevrizme povečuje. Velik pomen v nastanku anevrizme aorte ima tudi kajenje, ki neposredno poškoduje žilno steno, poleg tega pa tudi pospešuje proces ateroskleroze in zvišuje krvni tlak, ki je prav tako neodvisni dejavnik tveganja za nastanek anevrizme. Med dejavnike tveganja za nastanek anevrizme aorte sodijo tudi moški spol, pojavljanje anevrizem v družini (15–25 % bolnikov ima sorodnike s tako boleznijo) in nekatere dedne bolezni (Marfanov in Ehlers-Danlosov sindrom).